# Зельва (Сейненський повіт)
Зельва (пол. Zelwa) — село в Польщі, у гміні Ґіби Сейненського повіту Підляського воєводства.
Населення — 181 особа (2011).
У 1975-1998 роках село належало до Сувальського воєводства.

## Демографія
Демографічна структура станом на 31 березня 2011 року:
|          | Загалом | Допрацездатний вік | Працездатний вік | Постпрацездатний вік |
| -------- | ------- | ------------------ | ---------------- | -------------------- |
| Чоловіки | 81      | 7                  | 61               | 13                   |
| Жінки    | 100     | 22                 | 44               | 34                   |
| Разом    | 181     | 29                 | 105              | 47                   |